# Make It Happen (canción)
«Make It Happen» (en español Haz Que Suceda) es una canción escrita y producida por la cantante estadounidense Mariah Carey, David Cole y Robert Clivillés (de C+C Music Factory del álbum Emotions (1991). Se trata de una canción mezcla de música dance y góspel en la que Carey canta "si crees en ti lo suficiente y sabes lo que quieres, conseguirás que se haga realidad" y a la vez es cómo una canción autobiográfica de la cantante. Fue el tercer y último sencillo del álbum en Estados Unidos.

## Recepción
Los cinco primeros sencillos de Mariah Carey en Estados Unidos habían alcanzado el número uno en la lista Billboard Hot 100. Sin embargo, el sexto, "Can't Let Go", se quedó en el número dos. Había mucha presión para que "Make It Happen" se convirtiese en el siguiente número uno, pero tuvo que conformarse con el puesto cinco. Permaneció entre las cuarenta primeras posiciones durante dieciséis semanas y fue uno de los grandes éxitos del año. Las emisoras de radio la emitieron con frecuencia, pero las ventas sólo fueron moderadas; de hecho, su posición en las listas se debió a que la revista Billboard comenzó a dar mayor importancia a las emisiones en radio que a las ventas de sencillos a la hora de elaborar las listas. El sencillo se convirtió en el primero de la cantante que no llegó al número uno en ninguna de las listas de la revista Billboard, y en el resto de los países tampoco tuvo una buena acogida, al igual que "Can't Let Go". Se convirtió en su primer sencillo que no alcanzó las primeras diez posiciones en Canadá, aunque tuvo un éxito mayor que los sencillos anteriores en Reino Unido y Australia.
Al igual que los anteriores sencillos de Mariah Carey en Estados Unidos, ganó un premio pop BMI. De esta forma, todos los sencillos del álbum Emotions ganaron un premio BMI, igualando el récord de su álbum debut, Mariah Carey. El vídeo de "Make It Happen" fue dirigido por Marcus Nispel y en él aparece Carey realizando un concierto benéfico improvisado en una iglesia.

## Problemas de derechos de autor
El compositor de Detroit Kevin McCord presentó una demanda en Míchigan alegando que Mariah Carey y Columbia Records habían utilizado un sample de la canción de McCord "I Want to Thank You", cantada por Alicia Myers.
Posteriormente, se supo que Carey había obtenido los derechos mediante su conexión con BMI con el nombre M Carey Songs (BMI) (bajo licencia de Universal Music Enterprises (BMI)) para utilizar un sample similar de la composición, por lo que se rechazó la demanda de forma inmediata.

## Actuaciones
Carey interpretó una versión acústica de la canción en el programa de televisión MTV Unplugged en 1992, publicado posteriormente en el EP MTV Unplugged. Sobre esta actuación en el programa, la revista Rolling Stone escribió de "Make It Happen": "corte horrible de ritmo dance de autoayuda en su versión original, se ha transformado en un torrente lleno de vida y de pop puro". Otra versión de la canción es el remix que realizaron los productores de la versión original, David Cole y Robert Clivillés, llamado "C+C Classic Version".
Carey también interpretó la canción en el primer concierto de VH1 Divas Live en 1998. El evento comenzó con la canción "My All", y tras ella, se dirigió brevemente al público y cantó "Make It Happen". Al igual que en otros conciertos, le acompañó un coro góspel. Ésta fue la última canción de Mariah Carey cantó en solitario durante el concierto.
En 2006, la canción seguía emitiéndose en algunas radios estadounidenses, como KBIG de Los Ángeles. Carey interpreta a menudo "Make It Happen" en concierto, así como en eventos benéficos y de recaudación de fondos. Una de las actuaciones más vistas fue en el concierto Live 8 de Londres, el 2 de julio de 2005, como parte de un proyecto internacional para reducir la pobreza en África. "Make It Happen" fue además la última canción que utilizó normalmente la cantante en su gira The Adventures of Mimi Tour.

## Canciones
| CD maxi sencillo 1. «Make It Happen» (Extended Version) – 6:15 2. «Make It Happen» (Dub Version) – 7:27 3. «Make It Happen» (C+C Classic Version) – 5:22 4. «Make It Happen» (Radio Edit) – 4:52 5. «Make It Happen» (LP Version) – 5:07 6. «Emotions» (Special Motion Edit) – 4:45 12" Sencillo Sencillo de 12" Sencillo casete 1. «Make It Happen» (Extended Version) – 6:15 2. «Make It Happen» (Dub Version) – 7:27 3. «Make It Happen» (C+C Classic Version) – 5:22 4. «Make It Happen» (LP Version) – 5:07 | Sencillo de 7" 1. «Make It Happen» (Edit) – 4:05 2. «Emotions» (Special Motion Edit) – 4:45 CD maxi-sencillo 1. «Make It Happen» (Radio Edit) – 4:52 2. «Make It Happen» (Extended Version) – 6:15 3. «Make It Happen» (Dub Version) – 7:27 4. «Make It Happen» (C+C Classic Version) – 5:22 5. «Make It Happen» (LP Version) – 5:07 |

## Posicionamiento en listas
| Listas (1992)                          | Posición |
| -------------------------------------- | -------- |
| Alemania (Offizielle Deutsche Charts)  | 74       |
| Australia (ARIA)                       | 35       |
| Canadá (RPM Top Singles)               | 7        |
| Estados Unidos (Billboard Hot 100)     | 5        |
| Estados Unidos (ARC Weekly Top 40)     | 2        |
| Estados Unidos (Adult Contemporary)    | 13       |
| Estados Unidos (Hot Dance Club Songs)  | 16       |
| Estados Unidos (Hot R&B/Hip-Hop Songs) | 7        |
| Países Bajos (Mega Single Top 100)     | 59       |
| Reino Unido (UK Singles Chart)         | 17       |